# Картер (Вайомінг)
Картер (англ. Carter) — переписна місцевість (CDP) в США, в окрузі Юїнта штату Вайомінг. Населення — 0 осіб (2020).

## Географія
Картер розташований за координатами 41°26′26″ пн. ш. 110°25′49″ зх. д. / 41.44056° пн. ш. 110.43028° зх. д. (41.440448, -110.430335).  За даними Бюро перепису населення США в 2010 році переписна місцевість мала площу 8,16 км², уся площа — суходіл.

## Демографія
Згідно з переписом 2010 року, у переписній місцевості мешкало 10 осіб у 5 домогосподарствах у складі 4 родин. Густота населення становила 1 особа/км².  Було 7 помешкань (1/км²).
Расовий склад населення:
| - 100,0 % — білих |

До двох чи більше рас належало 0,0 %. Частка іспаномовних становила 0,0 % від усіх жителів.
За віковим діапазоном населення розподілялося таким чином: 10,0 % — особи молодші 18 років, 80,0 % — особи у віці 18—64 років, 10,0 % — особи у віці 65 років та старші. Медіана віку мешканця становила 50,5 року. На 100 осіб жіночої статі у переписній місцевості припадало 100,0 чоловіків;  на 100 жінок у віці від 18 років та старших — 125,0 чоловіків також старших 18 років.
Цивільне працевлаштоване населення становило 0 осіб. 